# Sous la même lune
Pour plus de détails, voir Fiche technique et Distribution.
Sous la même lune (Stessa luna) est un film français réalisé par Françoise Gallo, sorti en 2006.

## Synopsis
La réalisatrice s'intéresse au récit de migration de sa famille, partie de Sicile en 1901.

## Fiche technique
- Titre : Sous la même lune
- Titre original : Stessa luna
- Réalisation et scénario : Françoise Gallo
- Images : Alain Souffi, Françoise Gallo, Nabil Saïdi, Chaker Ben Yahmed
- Son : Moncef Taleb
- Montage : Patrick Bouquet
- Musique: Mahler, Mascagni, Verdi, Glenn Miller, Louis Armstrong, Adriano Celentano
- Production : Mosaïque Films / France 3 Corse / Télévision Tunisienne (ERTT)
- Coproducteur associé : Nomadis Images, TUNIS
- Distribution : Françoise Gallo
- Pays :  France
- Durée : 52 minutes
- Date de sortie : juin 2006

## Distinctions
- Sélections et Prix : FIPA, Biarritz 2007; Médimed, Barcelone 2007 ; Best Mediterranean Doc, Malte, 2007 ; JCC TUNIS 2007 ; Doc à Tunis, 2009; MED MEMORIES TUNIS 2013 - Meilleur Film; Ciné-Mémoires, Marseille 2013.